# Lista över öar på Singapore

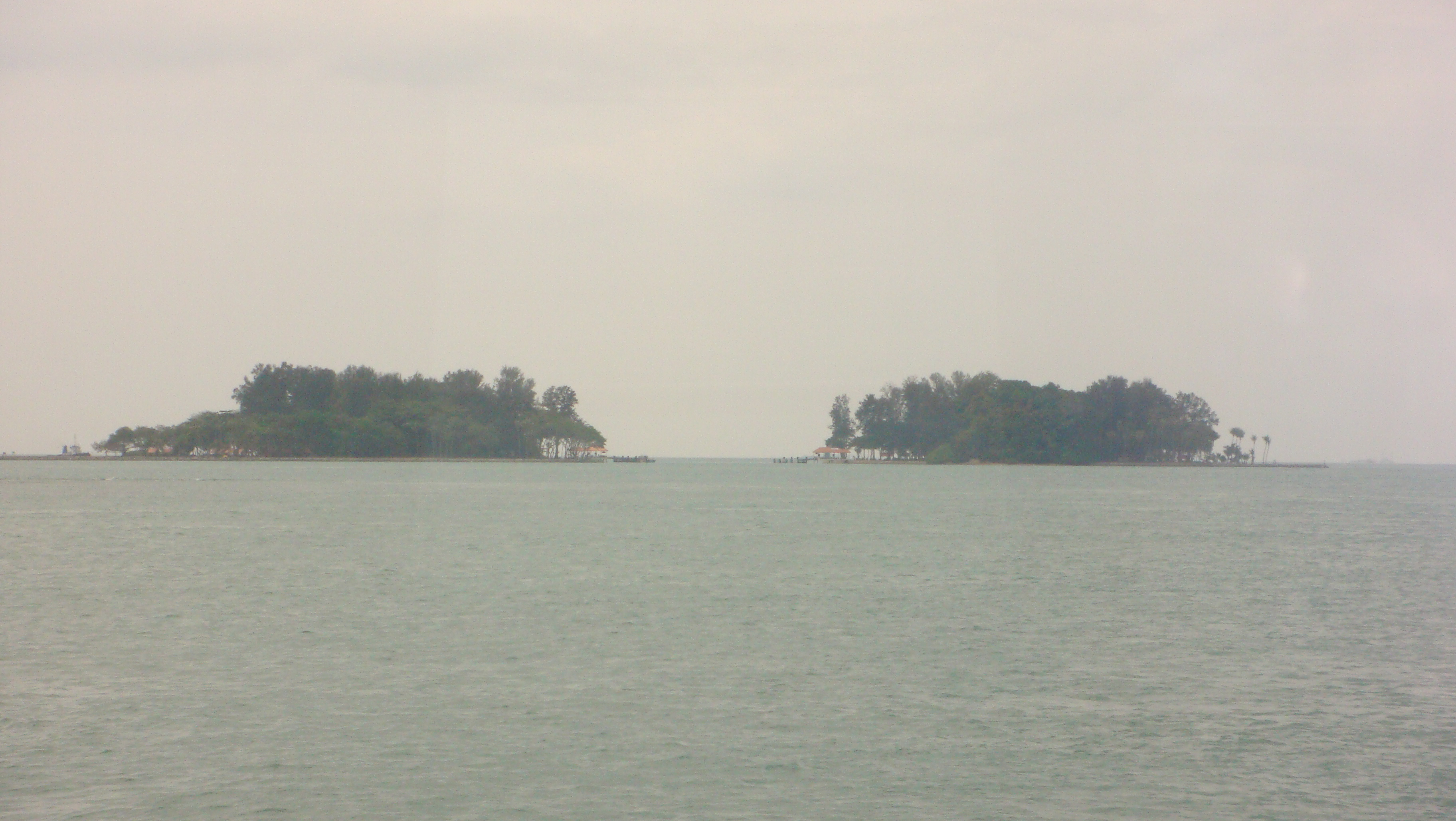
Sisters' Island

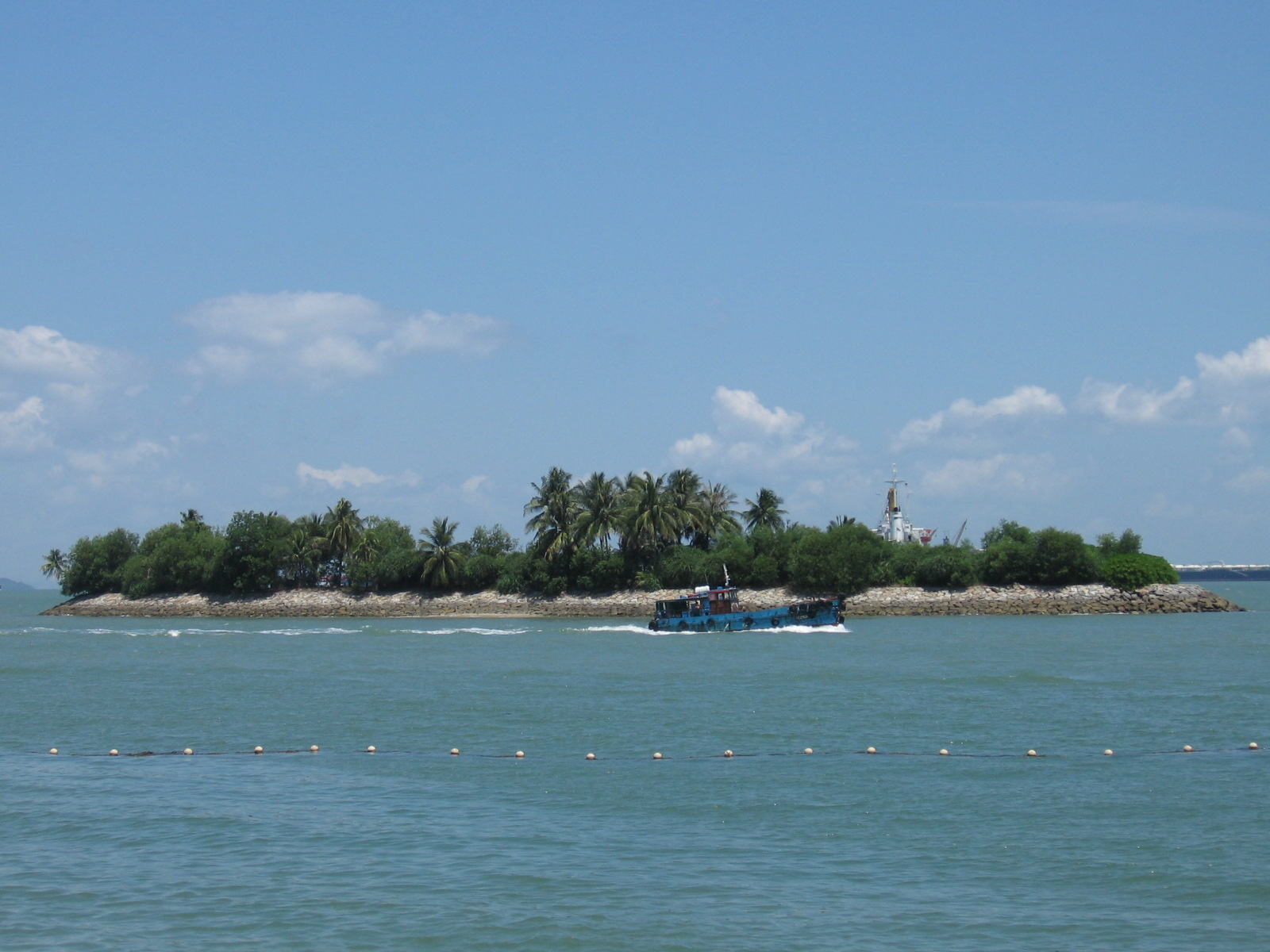
Siloso Beach, Sentosa

Detta är en komplett lista över öar på ögruppen Singapore. Massivt landåtervinningsarbete under de senaste århundradena har tagit bort många av Singapores naturliga öar och holmar, och har skapat några nya. Idag har Singapore 60 öar, alla listade nedan.

## Naturliga öar
- Pedra Branca
- Pulau Anak Bukom'/Pulau Anak Bukum
- Pulau Bajau - tillhörande Poyan Reservoir
- Pulau Berkas
- Pulau Biola (Violin Island)
- Pulau Brani
- Pulau Buaya - utanför Jurong Island
- Pulau Bukom/Pulau Bukum
- Pulau Bukom Kechil/Pulau Bukum Kechil
- Pulau Buloh - tillhörande Sungei Buloh Wetland Reserve
- Pulau Busing
- Pulau Damar Laut - tillhörande Jurong
- Pulau Damien - tillhörande Pulau Tekong
- Pulau Hantu (Ghost Island)
- Pulau Jong (Junk Island)
- Pulau Keppel
- Pulau Ketam - tillhörande Pulau Ubin
- Pulau Khatib Bongsu
- Pulau Malang Siajar - tillhörande Pulau Tekong
- Pulau Palawan - tillhörande Sentosa
- Pulau Pawai
- Pulau Pergam - tillhörande Lim Chu Kang
- Pulau Renggis - tillhörande Sentosa
- Pulau Sakijang Bendera (Saint John's Island)
- Pulau Sakijang Pelepah (Lazurus Island)
- Pulau Salu
- Pulau Samulun - tillhörande Jurong
- Pulau Sarimbun tillhörande off Lim Chu Kang
- Pulau Satumu (One Tree Island)
- Pulau Sebarok (Middle Island)
- Pulau Sekudu (Frog Island) - tillhörande Pulau Ubin
- Pulau Seletar
- Pulau Selugu (Sarong Island)
- Pulau Semakau
- Pulau Senang (Barn Island)
- Pulau Serangoon (Coney Island)
- Pulau Seringat
- Pulau Seringat Kechil
- Pulau Subar Darat (Sisters' Islands)
- Pulau Subar Laut (Sisters' Islands)
- Pulau Sudong
- Pulau Tekong
- Pulau Tekukor - tillhörande Sentosa
- Pulau Tembakul (Kusu Island/Peak Island)
- Pulau Ubin
- Pulau Ular- tillhörande Pulau Bukom
- Pulau Unum - tillhörande Pulau Tekong
- Sentosa (tidigare Pulau Belakang Mati)
- Singapore (Pulau Ujong)
- Sultan Shoal

## Konstgjorda öar
- Jurong Island
- Chinese Garden - i Jurong Lake
- Coral Island - i Sentosa Cove
- Paradise Island - i Sentosa Cove
- Pearl Island - i Sentosa Cove
- Pulau Punggol Barat
- Pulau Punggol Timor
- Japanese Garden - i Jurong Lake
- Sandy Island - i Sentosa Cove
- Treasure Island - i Sentosa Cove

## Tidigare öar
- Anak Pulau - nu en del av Jurong Island
- Berhala Reping - nu en del av Sentosa
- Pulau Ayer Chawan - nu en del av Jurong Island
- Pulau Ayer Merbau - nu en del av Jurong Island
- Pulau Bakau - nu en del av Jurong Island
- Pulau Darat - nu en del av Sentosa
- Pulau Merlimau - nu en del av Jurong Island
- Pulau Mesemut Darat - nu en del av Jurong Island
- Pulau Mesemut Laut - nu en del av Jurong Island
- Pulau Meskol - nu en del av Jurong Island
- Pulau Pesek - nu en del av Jurong Island
- Pulau Pesek Kecil - nu en del av Jurong Island
- Pulau Saigon - längs Singapore River
- Pulau Sakeng'/Pulau Seking - nu en del av Pulau Semakau
- Pulau Sakra - nu en del av Jurong Island
- Pulau Sanyongkong - nu en del av Pulau Tekong
- Pulau Sejahat - nu en del av Pulau Tekong
- Pulau Sejahat Kechil - nu en del av Pulau Tekong
- Pulau Semechek - nu en del av Pulau Tekong
- Pulau Seraya - nu en del av Jurong Island
- Pulau Tekong Kechil - nu en del av Pulau Tekong
- Terumbu Retan Laut - nu en del av Pasir Panjang Container Terminal på fastlandet.